# Ленинка (Тыва)
Ленинка — арбан в Пий-Хемского кожууне Республики Тыва. Входит в состав Уюкского сумона. Население 92 человек (2007), 4(2014).

## История
Основана до 1920.

## География
Село находится у р. Ленинка.
Одна улица — ул. Таёжная.

## Географическое положение
Расстояние до:
районного центра Туран: 17 км
республиканского центра Кызыл: 48 км
Ближайшие населенные пункты
Уюк 14 км, Хадын 17 км, Туран 17 км, Аржаан 20 км, Суш 21 км, Чкаловка 25 км, Сесерлиг (Германовка) 29 км, Шивилиг 30 км

## Население
| 2002 | 2010 |
| ---- | ---- |
| 89   | ↘68  |